# یوریکو اکاموتو
یوریکو اکاموتو (زاده ۶ سپتامبر ۱۹۷۱ در کادوما، اوزاکا) اولین ورزشکار ژاپنی است که با کسب مدال برنز تکواندو در المپیک تابستانی ۲۰۰۰ سیدنی در وزن ۵۷-۶۷ کیلوگرم مدال آور المپیک شده است.
اکاموتو پس از آنکه کاراته را در ۱۲ سالگی شروع کرد، به دانشگاه واسدا در توکیو رفت. او یک سال از دانشگاه خود را، در خارج از کشور، در ایالات متحده و دانشگاه اورگان گذراند، و همان جا شروع به یادگیری تکواندو کرد. 